# Вест Денис (Масачусетс)
Вест Денис (енгл. West Dennis) насељено је место без административног статуса у америчкој савезној држави Масачусетс.

## Демографија
По попису из 2010. године број становника је 2.242, што је 328 (-12,8%) становника мање него 2000. године.
| Група             | 2000.         | 2010.         |
| Белци             | 2.439 (94,9%) | 2.073 (92,5%) |
| Афроамериканци    | 61 (2,4%)     | 34 (1,5%)     |
| Азијати           | 8 (0,3%)      | 26 (1,2%)     |
| Хиспаноамериканци | 24 (0,9%)     | 47 (2,1%)     |
| Укупно            | 2.570         | 2.242         |